# Jehan Albert Vellard
Pour les articles homonymes, voir Vellard.
Jehan Albert Vellard, né le 18 juin 1901 et décédé le 28 juillet 1996,est un ethnographe et naturaliste français, membre correspondant de l'Institut, spécialiste de l'ethnobiologie andine.
Il a fondé et dirigé de 1948 à 1962  l'Institut Français d'Études Andines, sous tutelle du Ministère français des affaires étrangères et du CNRS, et l'Institut Bolivien de Biologie d'Altitude (La Paz). Il dirige de 1947 à 1956 le Musée d'Histoire Naturelle de Lima (Université Mayor de San Marcos). Plus tard, il dirige le musée d'Histoire naturelle de Buenos Aires, et c'est dans cette ville qu'il est mort.
Il a été un spécialiste du curare et des poisons de chasse de l'Amérique du Sud, des animaux venimeux d'Amérique du Sud (araignées), des batraciens des Hautes Andes, des Indiens Guayakis du Paraguay et des Urus, le peuple originaire des rives du lac Titicaca.
Une espèce de serpent, Epictia vellardi, est nommée en son honneur.

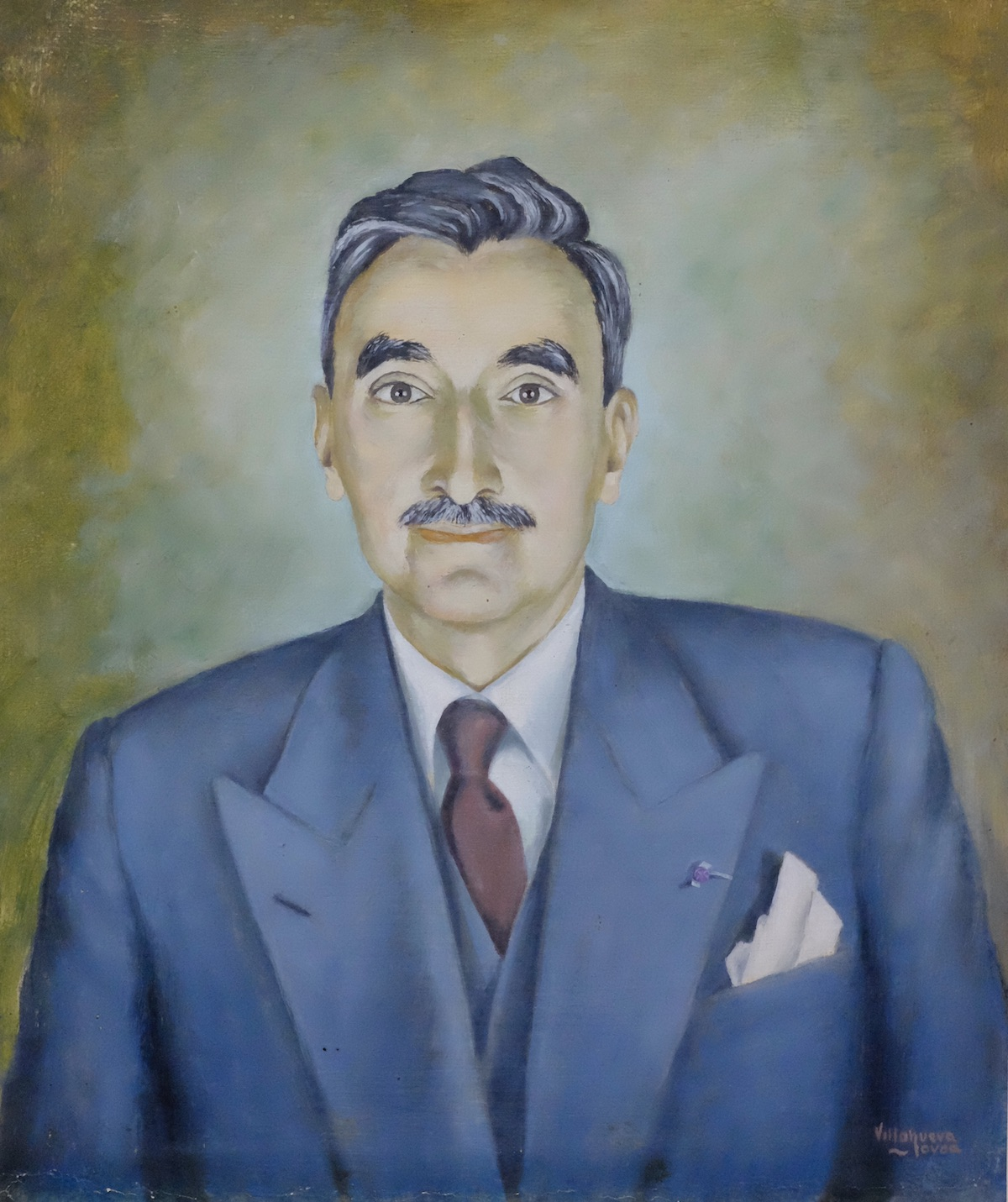
Jehan Albert Vellard. Portrait conservé au Museo de Historia Natural (UNMSM), Lima, Pérou.

## Publications
- Le venin des araignées, Paris, Masson, 1936 (OCLC 9427358)
- Une civilisation du miel: les indiens Guayakis du Paraguay, Paris, Gallimard, 1939 (OCLC 758279704)
- Contribution à l'étude des Indiens Uru ou Kot'suns, Paris, Institut français d'études andines, 1949 (OCLC 491740424)
- Dieux et parias des Andes. Les Ourous, ceux qui ne veulent pas être des hommes, Paris, Émile-Paul, 1954 (OCLC 458451881)
- Histoire du curare : les poisons de chasse en Amérique du Sud, Paris, Gallimard, 1965 (OCLC 406625621)
- Civilisations des Andes. Évolution des populations du haut-plateau bolivien, Paris, Gallimard, 1963 (OCLC 708368452)
- Études sur les populations indigènes de la Bolivie : Populations du Piémont andin, Paris, CNRS, coll. « Monographies du centre d'hémotypologie - C.H.U. de Purpan », 1973 (OCLC 708368452)